# ルドルフ・トレンケル
ルドルフ・トレンケル(ドイツ語: Rudolf Trenkel、1918年1月17日 - 2001年4月26日)は、ドイツの軍人。最終階級は空軍大尉。第二次世界大戦では総撃墜数138機を記録したエース・パイロットであり、その戦功から騎士鉄十字章を受章した。

## 経歴
第二次世界大戦時、バトル・オブ・ブリテンの最中にはドイツ空軍第52戦闘航空団(JG52)に所属していた。トレンケルはJG52内の第2飛行中隊中隊長を務めたこともある。1944年、彼は僅か10日の内に5回も緊急脱出をしたが、それでも同年7月14日には、ドイツ空軍83人目となる総撃墜数100機を記録した。その他、一時期は第77戦闘航空団(JG77)にも所属していたことがある。

## 叙勲
- 戦傷章
  - 戦傷章黒章
- 鉄十字章
  - 二級鉄十字勲章1939年章 (1940年9月12日)
  - 一級鉄十字勲章1939年章 (1940年10月18日)
- 空軍名誉杯 (1942年12月11日)[2]
- ドイツ十字章
  - ドイツ十字章金章 (1943年1月15日)[3]
- 騎士鉄十字章
  - 騎士鉄十字章 (1943年8月19日)[4]